# 완얀 종준
완안종준(完顔宗峻, ? ~ 1124년 8월 18일(음력 7월 9일))은 금나라의 황족으로 금 태조(太祖) 완안아골타의 5남이자, 금 희종(熙宗)의 부친이다. 모친은 성목황후 당괄씨(聖穆皇后 唐括氏)이다. 여진이름은 승과(繩果)이다. 첫 봉작은 변왕(汴王)이었다. 형이 죽으면 동생이 뒤를 잇는 금나라 초기의 제도에 의해 부황이 죽자 숙부 오걸매가 그 뒤를 계승하였다. 그의 생전 활동에 대해 자세한 기록이 없다. 1121년 요나라 공략에 출전, 요나라의 중경 대정부를 점령하고, 요나라의 서경 대동부를 공략하던 중 부상을 입었다. 1124년 음력 7월에 파상풍으로 인하여 사망하였다는 기록 외에는 거의 기록이 전무하다.

## 추존
희종이 즉위한 다음에 부친이였던 종준을, 황제로 추존하였다. 묘호는 휘종(徽宗)이고, 시호는 윤공극양효덕현공우성경선황제(允恭克讓孝德玄功佑聖景宣皇帝)이다.

## 가족관계

### 조부모와 부모
- 조부 : 세조(世祖) 성숙황제(聖肅皇帝) 완안 핵리발(完顔 劾里鉢)
- 조모 : 익간황후(翼簡皇后) 나라씨(拿懶氏)
- 부친 : 태조(太祖) 무원황제(武元皇帝) 완안 아골타(完顔阿骨打)
- 모친 : 성목황후(聖穆皇后) 당괄씨(唐括氏)

### 후비
| 봉호       | 시호               | 이름(성씨)     | 별칭 | 재위년도 | 생몰년도 | 비고  |
| ---------- | ------------------ | -------------- | ---- | -------- | -------- | ----- |
| 부인(夫人) | 혜소황후(惠昭皇后) | 포찰씨(蒲察氏) |      | (추존)   |          | [ 1 ] |

### 황자
| - | 봉호       | 시호 | 이름                                  | 생몰년도        | 생모            | 별칭 | 비고                   |
| - | ---------- | ---- | ------------------------------------- | --------------- | --------------- | ---- | ---------------------- |
| 1 | 황손(皇孫) |      | 완안 합랄(完顔 合剌) 완안 단(完顔 亶) | 1119년 ~ 1150년 | 혜소황후 포찰씨 |      | 제3대 황제 희종(熙宗). |
| 2 | 작왕(胙王) |      | 완안 상승(完顔 常勝) 완안 원(完顔 元) | ? ~ 1149년      |                 |      | [ 2 ]                  |
| 3 |            |      | 완안 사랄(完顔 査剌)                  | ? ~ 1149년      |                 |      | [ 2 ]                  |

### 황녀
| - | 봉호               | 이름 | 생몰년도 | 생모 | 부마                 | 별칭 | 비고 |
| - | ------------------ | ---- | -------- | ---- | -------------------- | ---- | ---- |
| 1 | 악국공주(鄂國公主) |      |          |      |                      |      |      |
| 2 | 공주(公主)         |      |          |      | 도단 새일(徒單 賽一) |      |      |